# Markus Hofmeier
Markus Hofmeier (* 7. Oktober 1993 in Frankfurt am Main) ist ein deutscher Fußballspieler, der seit der Saison 2017/18 beim FV Bad Vilbel unter Vertrag steht. 

## Karriere
Sein Debüt in der 2. Fußball-Bundesliga gab er als 17-Jähriger am 23. September 2011 beim Spiel gegen Eintracht Braunschweig, als er zu Beginn der zweiten Halbzeit eingewechselt wurde. Nach seinem zweiten Profieinsatz musste er längere Zeit pausieren, nachdem er sich Anfang Oktober im Training einen Syndesmosebandanriss und einen Kapseleinriss im rechten Sprunggelenk zugezogen hatte, und konnte erst kurz vor der Winterpause wieder in den Trainingsbetrieb einsteigen. Zu weiteren Einsätzen in der Zweitligamannschaft kam er im Verlauf der Saison, wie auch in der folgenden Saison 2012/13, nicht mehr.
Im Sommer 2013 wechselte Hofmeier für eine Saison zum Regionalligisten Wormatia Worms.